# Silvia Meisterle
Silvia Meisterle (* 1978 in Wien) ist eine österreichische Schauspielerin.

## Leben
Silvia Meisterle wuchs in Perchtoldsdorf auf, wo sie Volksschule und Gymnasium besuchte. Nebenbei absolvierte sie zehn Jahre lang eine klassische Ballettausbildung. Nach der Matura studierte sie zunächst in Wien Kunstgeschichte und Theaterwissenschaften, später folgte ein Schauspielstudium an der Universität für Musik und darstellende Kunst Graz, das sie 2002 abschloss. Von 1999 bis 2004 spielte sie am Schauspielhaus Graz, 2003 am Linzer Theater Phönix in Unter Fischen von Volker Schmidt.

### Theater der Jugend
Ab der Saison 2003/04 stand sie am Wiener Theater der Jugend auf der Bühne, unter anderem in der Titelrolle der österreichischen Erstaufführung von Die rote Zora und ihre Bande, als Polly Jolly in Die zauberhaften Jollies von Alan Ayckbourn, in der Titelrolle in Momo und als Mary in der Uraufführung von Der geheime Garten von Thomas Birkmeir nach dem gleichnamigen Roman von Frances Hodgson Burnett. Im Rahmen der Verleihung des Nestroy-Theaterpreises 2006 war sie für ihre Darstellung der Miranda in Miranda im Spiegelland am Theater der Jugend als beste Nachwuchsschauspielerin nominiert. Bei den Sommerspielen Perchtoldsdorf trat sie 2007 als Gretchen in Goethes Faust und 2010 als Ophelia in Hamlet auf.

### Theater in der Josefstadt
2008 debütierte sie am Theater in der Josefstadt in Die Judith von Shimoda, wo sie 2009 in Aus dem Leben der Marionetten und Jugend ohne Gott mitwirkte. Seit 2010 ist sie festes Ensemblemitglied und war dort beziehungsweise an den Wiener Kammerspielen seitdem beispielsweise 2010 in Heldenplatz, 2011 in den Drei Schwestern, 2012 in Jackpot, 2013 in der Mausefalle, 2014 in der Bühnenfassung von Ziemlich beste Freunde, 2015 in Der Gockel von Georges Feydeau, 2016 in den Bühnenfassungen von Monsieur Claude und seine Töchter sowie Menschen im Hotel, 2017 in Harold und Maude und 2018 neben Maria Köstlinger, Bea Brocks, Therese Lohner und Ulli Fessl als eine von fünf Madame Bovarys sowie in der Kriminalkomödie Acht Frauen von Robert Thomas als Zimmermädchen Louise zu sehen.
In Glaube und Heimat von Karl Schönherr spielt sie 2019 in der Josefstadt an der Seite von Raphael von Bargen als Christoph Rott die Rolle der Rottin. Im September 2020 feierte sie an den Kammerspielen mit der Uraufführung von Daniel Glattauers Die Liebe Geld als Ulli Henrich Premiere. 2022 übernahm sie in der Inszenierung von Amélie Niermeyer von Tolstois Anna Karenina die Titelrolle. In der Uraufführung von Peter Turrinis Bis nächsten Freitag mit Erwin Steinhauer und Herbert Föttinger verkörperte sie im November 2023 unter der Regie von Alexander Paul Kubelka die Rolle der Kellnerin Jana Zelničková. In Nachtland von Marius von Mayenburg mit Martina Ebm und Susa Meyer stand sie ab Oktober 2024 an den Kammerspielen der Josefstadt als Judith  auf der Bühne.

## Filmografie (Auswahl)
- 2001: Spiel im Morgengrauen (Fernsehfilm, Regie: Götz Spielmann)
- 2011: Tabu – Es ist die Seele ein Fremdes auf Erden (Regie: Christoph Stark)
- 2013: Chuzpe (Fernsehfilm, Regie: Dieter Berner)
- 2021: SOKO Donau/SOKO Wien – Spurlos (Fernsehserie)
- 2022: SOKO Linz – Judas (Fernsehserie)
- 2025: Uhudler-Verschwörung – Ein Stinatz-Krimi (Fernsehreihe)